# Державний лад Азербайджану
Державний лад Азербайджану визначається Конституцією Азербайджану.

## Основні параметри
Азербайджан — формально демократична, правова, світська республіка, що розвивається на засадах економічних ринкових відносин. У республіці державна влада обмежується у внутрішніх питаннях тільки правом, а в зовнішніх — тільки положеннями, що випливають з міжнародних договорів, учасником яких вона є.
Державна влада організується на основі принципу розподілу влади:
- Законодавчу владу здійснюють однопалатні Національні збори — Міллі-Меджліс азерб. Milli Məclis Азербайджанської Республіки, що складається зі 125 депутатів, які обираються на 5 років загальним голосуванням.[1]

- Виконавча влада належить Президенту Азербайджанської Республіки. Посада введена у 1991 році. Президент обирається на загальних виборах таємним голосуванням на 5 років. Нинішній президент Азербайджану — Ільхам Алієв. Вищий орган виконавчої влади — Кабінет міністрів, що призначається президентом, а також затверджується Міллі-Меджлісом. Дії органів влади регламентуються Конституцією республіки, прийнятою на референдумі в листопаді 1995.

- Судову владу здійснюють суди: Конституційному Суду, Верховному Суду, Вищому Економічному Суду. Законодавча, виконавча і судова влади взаємодіють відповідно до положень Конституції Азербайджанської Республіки і незалежні в межах своїх повноважень. Судова система країни загалом близька до тієї, що існувала в колишньому СРСР. Вищим судовим органом є Верховний суд, що обирається парламентом на п'ятирічний термін. До складу Суду входять палати по карних і цивільних справах. Судочинство здійснюють місцеві суди.

## Адміністративний поділ
Територіально Азербайджан поділяється на 59 районів (множина азерб. rayonlar, однина азерб. rayon), 11 міст (множина азерб. şəhərlər, однина азерб. şəhər) і 1 автономну республіку (азерб. muxtar respublika) — Нахічеваньську Автономну Республіку. Автономія Нагірного Карабаху була офіційно ліквідована в 1991 році. Фактично більша частина території автономії непідконтрольна центральній владі.

## Політичні партії
Після лютого 1988, коли почалася війна з Вірменією через Нагірний Карабах, на хвилі вірмено-азербайджанського конфлікту виникло кілька політичних партій і груп. Одночасно з розпадом СРСР стався крах Комуністичної партії Азербайджану. 14 вересня 1991 році на XXIII надзвичайному з'їзді була прийнята резолюція про її саморозпуск. Проте багато колишніх комуністів зберегли керівні посади в уряді, державних і місцевих органах влади. У 1992 році був ухвалений Закон про політичні партії. Зараз діють понад 30 партій. З 1995 року провідною політичною силою країни стала партія «Новий Азербайджан» під керівництвом Гейдара Алієва. Їй належить більшість місць в парламенті.

## Зовнішня політика
Азербайджанська Республіка налагодила дипломатичні відносини зі 160 країнами світу. У столиці Азербайджані — Баку діють 38 посольств, 2 головних консульства, 12 представництв міжнародних організацій, 7 почесних консульств. У республіці також акредитовані керівники 43 дипломатичних представництв, резиденції яких знаходяться в інших містах Азербайджану (Маммедьяров). Налагодження політико-дипломатичних та економічних відносин з країнами-членами цієї організації — Саудівською Аравією, ОАЕ, Кувейтом , Катаром , Оманом та Бахрейном займає особливе місце у зовнішній політиці Азербайджану — в межах об'єднання ССАГПЗ (1981).

## Нахічеванська Автономна Республіка
Нахічеванська АР — автономна держава у складі Азербайджау, на території якої діють Конституція та закони країни, укази Президента та постанови Кабінету Міністрів. Влада в Нахічеванській АР складає основі принципу поділу влади: законодавча влада належить Верховним Зборам (Алі Меджліс), виконавча — Кабінету Міністрів Нахічеванської АР, а судова — судам Нахічеванської АР.
На території Нахічеванської АР діє Конституція Нахічеванської АР, яка представляється Президентом країни, Національними Зборами та затверджується конституційним законом.
Конституція та закони Нахічеванської АР приймаються Вищими Зборами з відповідністю до Конституції та законів Азербайджанської Республіки; Кабінет Міністрів Нахічеванської АР приймає постанови, які також не суперечать Конституції та законам Азербайджанської Республіки, указам Президента та постановам Кабінету Міністрів Азербайджанської Республіки.